# Гомельський провулок (Київ)
Го́мельський прову́лок — провулок у Подільському районі міста Києва, місцевість Біличе поле. Являє собою хордовий проїзд, що з'єднує різні частини Гомельської вулиці.
Прилучається Мінський провулок.

## Історія
Провулок виник у середині XX століття під назвою 125-та Нова вулиця. Сучасна назва — з 1955 року, на честь білоруського міста Гомеля.